# スーパーベルガー
スーパーベルガー（1998年5月14日 - 2015年8月20日）は、日本の競走馬、繁殖牝馬。主な勝ち鞍は2002年の菊桜特別中日スポーツ賞、黒百合賞、農協牛乳杯、中京スポーツ賞、石川テレビ杯、北國アラブチャンピオン、2003年の石川テレビ杯、北國アラブチャンピオン。主戦騎手は蔵重浩一郎。
2002年・2003年の金沢競馬年度代表馬である。

## 経歴

### 競走馬時代
2000年12月28日、金沢競馬場1R アラ系3才 (5)でデビューし5着。2戦目に勝ち上がる。2001年9月にはB級へ昇格、同年12月にはA級へ昇格した。7連勝で迎えた2002年4月の菊桜特別中日スポーツ賞にて重賞初制覇。その後特別競走を挟み迎えた黒百合賞にて重賞2勝目をあげた。その後も連対を外さない安定した成績を収め、7月には農協牛乳杯、9月には中日スポーツ賞、11月には石川テレビ杯、12月には北國アラブチャンピオンを制した。これらの活躍が認められ、2002年の金沢年度代表馬に選出された。5歳（現表記）になってからも勢いは衰えず、年間無敗（6戦6勝）、石川テレビ杯二連覇、北國アラブチャンピオン二連覇を達成。これらの活躍が認められ、二度目の年度代表馬に選出された。2004年初戦は3月21日の特別競走。休養明けにもかかわらず1番人気に支持され2着馬に三馬身差の快勝。しかし以降は本調子を欠き、加えて主戦の蔵重浩一郎が11月で引退し吉原寛人に乗り替わったことも重なり、2004年12月13日の特別競走・勧進帳特別での取消処分を最後に現役競走馬を引退した。

### 繁殖牝馬時代
引退後は繁殖牝馬となった。しかし初年度は中間種と交配。その後しばらく種付けされなかったが2013年にはアラムシャーを、2014年にはスクワートルスクワート、2015年・2016年はサニングデールを付けた。結局競走馬としてデビューしたのは2014年産のマルカンベルガーのみだった。そのマルカンベルガーも2023年10月1日に登録抹消されたため、スーパーベルガーの牝系は途絶えた。

## 繁殖成績
|       | 馬名               | 誕生年 | 性 | 毛色 | 父                     | 厩舎               | 馬主     | 戦績     | 主な成績 | 供用 | 出典  |
| ----- | ------------------ | ------ | -- | ---- | ---------------------- | ------------------ | -------- | -------- | -------- | ---- | ----- |
|       | 不明               | 2006年 |    |      | 中間種                 |                    |          |          |          |      |       |
|       | 種付せず           | 2007年 |    |      |                        |                    |          |          |          |      |       |
|       | 種付せず           | 2008年 |    |      |                        |                    |          |          |          |      |       |
|       | 種付せず           | 2009年 |    |      |                        |                    |          |          |          |      |       |
|       | 報告なし           | 2010年 |    |      |                        |                    |          |          |          |      |       |
|       | 報告なし           | 2011年 |    |      |                        |                    |          |          |          |      |       |
|       | 種付せず           | 2012年 |    |      |                        |                    |          |          |          |      |       |
| 初仔  | （血統登録されず） | 2013年 | 牝 | 栗毛 | アラムシャー           |                    |          |          |          |      |       |
| 第2仔 | マルカンベルガー   | 2014年 | 牡 | 鹿毛 | スクワートルスクワート | 佐々木洋一（大井） | 斉藤勘介 | 49戦11勝 |          | 抹消 | [ 3 ] |
|       | 不受胎             | 2015年 |    |      | サニングデール         |                    |          |          |          |      |       |
|       | 不明               | 2016年 |    |      | サニングデール         |                    |          |          |          |      |       |

## 血統表
| スーパーベルガーの血統        | スーパーベルガーの血統           | スーパーベルガーの血統   | （血統表の出典）         | （血統表の出典） |
| 父系                          | ジョーアンドリュース系           | ジョーアンドリュース系   | ジョーアンドリュース系   | [ § 2 ]          |
| 父 レオグリングリン 1987 鹿毛 | 父の父シナノリンボー 1975 栗毛   | タガミホマレ             | ミネフジ                 | ミネフジ         |
| 父 レオグリングリン 1987 鹿毛 | 父の父シナノリンボー 1975 栗毛   | タガミホマレ             | バイオレツト             |                  |
| 父 レオグリングリン 1987 鹿毛 | 父の父シナノリンボー 1975 栗毛   | グレナヴアカ             | サラ リンボー            | サラ リンボー    |
| 父 レオグリングリン 1987 鹿毛 | 父の父シナノリンボー 1975 栗毛   | グレナヴアカ             | ミスタカクラ             |                  |
| 父 レオグリングリン 1987 鹿毛 | 父の母スーパーシヤトル 1979 鹿毛 | スーパーライト           | フルヒカル               | フルヒカル       |
| 父 レオグリングリン 1987 鹿毛 | 父の母スーパーシヤトル 1979 鹿毛 | スーパーライト           | サラ ミスコンパクト      |                  |
| 父 レオグリングリン 1987 鹿毛 | 父の母スーパーシヤトル 1979 鹿毛 | サガフジ                 | フジミナト               | フジミナト       |
| 父 レオグリングリン 1987 鹿毛 | 父の母スーパーシヤトル 1979 鹿毛 | サガフジ                 | サラ フオードフジ        |                  |
| 母 ローレルベルガ 1991 鹿毛   | 母の父*イムラツド 1977 芦毛      | Fayriland II             | Thailand                 | Thailand         |
| 母 ローレルベルガ 1991 鹿毛   | 母の父*イムラツド 1977 芦毛      | Fayriland II             | Florise III              |                  |
| 母 ローレルベルガ 1991 鹿毛   | 母の父*イムラツド 1977 芦毛      | サラ Orsola              | Phaeton                  | Phaeton          |
| 母 ローレルベルガ 1991 鹿毛   | 母の父*イムラツド 1977 芦毛      | サラ Orsola              | L'Epau                   |                  |
| 母 ローレルベルガ 1991 鹿毛   | 母の母ローレルベガ 1981 鹿毛     | スカレー                 | *エルシド                | *エルシド        |
| 母 ローレルベルガ 1991 鹿毛   | 母の母ローレルベガ 1981 鹿毛     | スカレー                 | トモスカツプ             |                  |
| 母 ローレルベルガ 1991 鹿毛   | 母の母ローレルベガ 1981 鹿毛     | ミスタカナス             | センジユ                 | センジユ         |
| 母 ローレルベルガ 1991 鹿毛   | 母の母ローレルベガ 1981 鹿毛     | ミスタカナス             | タカナス                 |                  |
| 母系(F-No.)                   | 歌垣(AUS)系(FN:不明)             | 歌垣(AUS)系(FN:不明)     | 歌垣(AUS)系(FN:不明)     | [ § 3 ]          |
| 5代内の近親交配               | ミネフジ、イースタン 4×5         | ミネフジ、イースタン 4×5 | ミネフジ、イースタン 4×5 | [ § 4 ]          |
| 出典                          | 1. 2. 3. 4.                      | 1. 2. 3. 4.              | 1. 2. 3. 4.              | 1. 2. 3. 4.      |